# David de la Fuente

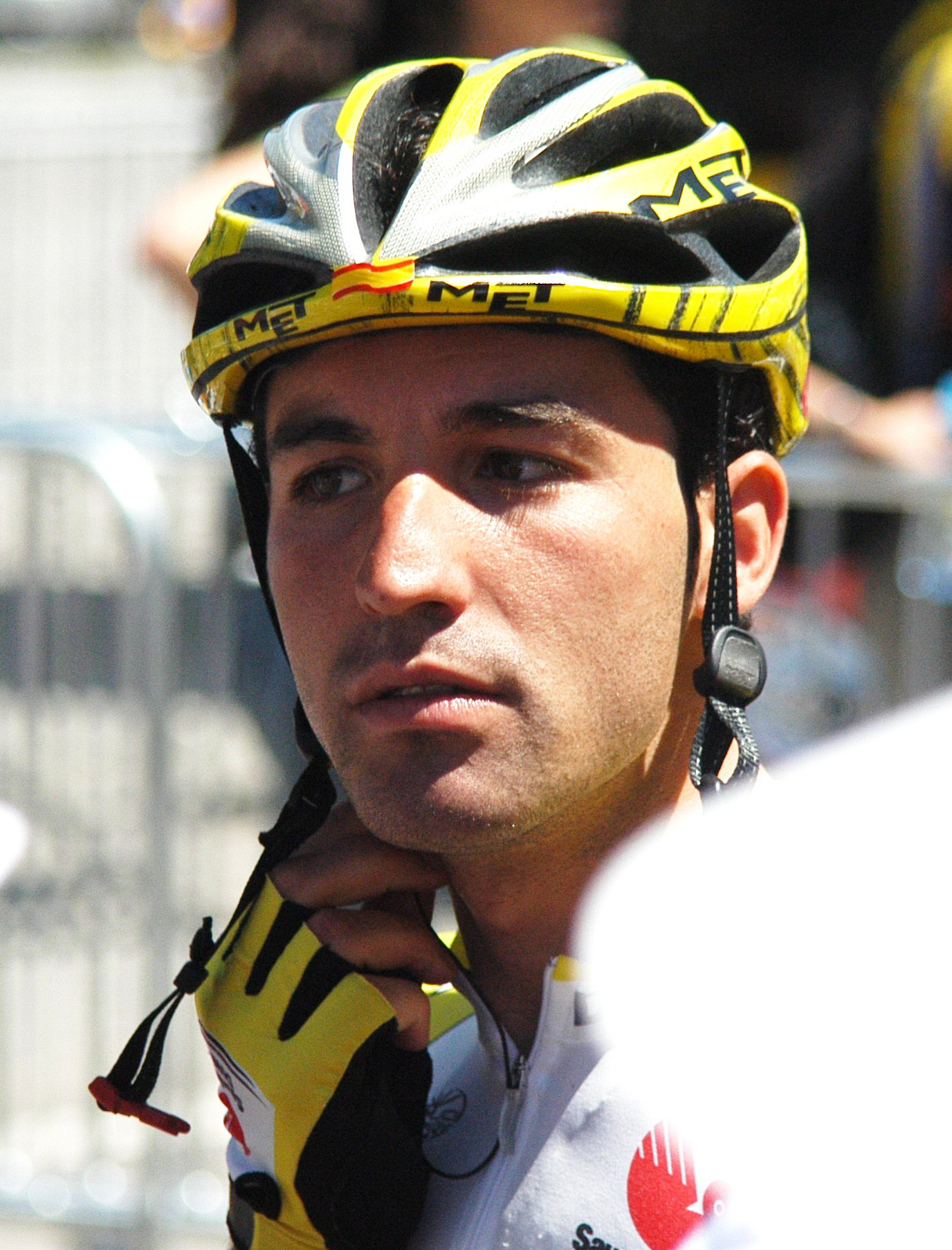
David de la Fuente

David de la Fuente Rasilla, (Reinosa, Cantábria, 4 de maio de 1981) é um ciclista profissional espanhol que participa em competições de ciclismo de estrada.